# 윤희주
윤희주(1978년 11월 2일 ~ )는 대한민국의 배우이다.

## 학력
- 하와이 대학교 신문방송학과 중퇴
- 아오야마 대학교 무역학과 학사
- 캘리포니아 대학교 로스앤젤레스 대학원 교육학과 교육학 석사

## 연기 활동

### 드라마
- 2000년 MBC 일일연속극 《온달 왕자들》
- 2001년 MBC 주간시트콤 《세 친구》
- 2001년 MBC 단막극 《MBC 베스트극장 - 성주푸리》
- 2001년 MBC 수목드라마 《맛있는 청혼》
- 2001년 MBC 단막극 《MBC 베스트극장 - 사랑한다면 이들처럼》
- 2001년 MBC 일요아침드라마 《어쩌면 좋아》
- 2001년 MBC 단막극 《MBC 베스트극장 - 사랑의 찬가》
- 2001년 MBC 일일연속극 《결혼의 법칙》
- 2001년 MBC 아침드라마 《보고싶은 얼굴》
- 2001년 MBC 단막극 《MBC 베스트극장 - 집으로 가는 길》
- 2001년 MBC 수목드라마 《가을에 만난 남자》
- 2001년 MBC 단막극 《MBC 베스트극장 - 지금 우리는 숲으로 간다》
- 2001년 MBC 주말드라마 《여우와 솜사탕》
- 2002년 MBC 수목드라마 《그 햇살이 나에게》
- 2002년 MBC 아침드라마 《내 이름은 공주》
- 2002년 MBC 일요아침드라마 《사랑을 예약하세요》
- 2002년 MBC 단막극 《MBC 베스트극장 - 이화열전》
- 2002년 MBC TBS 한일 공동제작드라마 《프렌즈》
- 2002년 MBC 수목드라마 《선물》
- 2002년 MBC 단막극 《MBC 베스트극장 - 4월 이야기》
- 2002년 MBC 수목드라마 《로망스》
- 2002년 MBC 아침드라마 《황금마차》
- 2002년 MBC 월화드라마 《현정아 사랑해》
- 2002년 MBC 주말연속극 《맹가네 전성시대》
- 2003년 MBC 일요아침드라마 《기쁜 소식》 ... 민효정 역
- 2003년 MBC 월화드라마 《러브레터》 ... 태환친구 역
- 2003년 MBC 수목드라마 《남자의 향기》
- 2003년 MBC 주말연속극 《회전목마》
- 2003년 MBC 일일연속극 《귀여운 여인》
- 2005년 MBC 수목드라마 《슬픈연가》
- 2005년 MBC 월화드라마 《원더풀 라이프》
- 2006년 MBC 수목드라마 《궁》 ... 박상궁 역
- 2006년 MBC 아침드라마 《있을 때 잘해!!》 ... 지현 역
- 2007년 MBC 월화드라마 《신 현모양처》
- 2007년 MBC 아침드라마 《그래도 좋아!》 ... 허수경 역
- 2008년 MBC 아침드라마 《하얀 거짓말》
- 2008년 SBS 드라마스페셜 《스타의 연인》
- 2013년 MBC 아침드라마 《잘났어, 정말!》 ... 조윤희 역

### 영화
- 2004년 《여고생 시집가기》 ... 강다희 역
- 2006년 《킹시터》 ... 고은비 역

## 수상
- 1997년 미스코리아 미스 하와이 천리안상
- 2000년 일본 미스 인터내셔널대회 포토제닉상